# Los Abuelos en el Ópera
Los Abuelos de la Nada en el Ópera es el primer álbum en vivo del grupo argentino Los Abuelos de la Nada, editado en 1985.
El material contiene una de las tres funciones programadas entre los días 14 y 16 de junio de 1985. 
Llegando al momento de grabar los recitales, el grupo hacia 5 meses que había sufrido la baja del guitarrista Gustavo Bazterrica, quien fue expulsado por Miguel Abuelo  debido a su adicción a la cocaína y rápidamente fue reemplazado por Gringui Herrera, amigo de la infancia de Calamaro y compositor con este de algunas canciones del repertorio de la banda, como «Tristeza de la ciudad», «Así es el Calor» y «En linea». Por otra parte, regresa a la banda en calidad de invitado Daniel Melingo (quien había abandonado la formación casi dos años atrás para dedicarse de lleno a su grupo Los Twist) y deja registrada una versión de «Chalamán», la única composición que aportó a la banda.
Además de servir como repaso de sus clásicos, el álbum cuenta con dos nuevas canciones que rápidamente se convertirían en éxitos: «Zig-Zag», un aporte de la pluma de Miguel Abuelo con música de Cachorro, y «Costumbres argentinas», canción que sigue formando parte del repertorio como solista de Andrés Calamaro. Este sería el único grabado en vivo.
El álbum consiguió el puesto 2° en el ranking de los 10 mejores álbumes en vivo de la historia del rock argentino, realizado por la revista Rolling Stone Argentina en 2007.

## Lista de canciones
Todas las canciones son versiones en vivo de álbumes anteriores, a excepción de Zig-Zag y Costumbres Argentinas:
| Los Abuelos de la Nada en el Ópera |                                                                      |                                                                      |          |  |
| N.º                                | Título                                                               | Escritor(es)                                                         | Duración |  |
| 1.                                 | «Zig-Zag» (Voz líder: Abuelo)                                        | (Cachorro López; Miguel Abuelo)                                      | 3:38     |  |
| 2.                                 | «Sin gamulán» (Voz líder: Calamaro)                                  | (Andrés Calamaro)                                                    | 3:28     |  |
| 3.                                 | «Medita sol» (Voz líder: Abuelo)                                     | (Miguel Abuelo)                                                      | 3:20     |  |
| 4.                                 | «Mil horas» (Voz líder: Calamaro)                                    | (Andrés Calamaro)                                                    | 2:43     |  |
| 5.                                 | «Guindilla ardiente» (Voz líder: Abuelo)                             | (Cachorro López; Miguel Abuelo)                                      | 3:03     |  |
| 6.                                 | «Sintonía americana» (Voz líder: Abuelo)                             | (Cachorro López; Miguel Abuelo)                                      | 3:29     |  |
| 7.                                 | «Así es el calor» (Voz líder: Calamaro)                              | (Andrés Calamaro; Gringui Herrera)                                   | 3:17     |  |
| 8.                                 | «Costumbres argentinas» (Voz líder: Calamaro)                        | (Andrés Calamaro)                                                    | 3:22     |  |
| 9.                                 | «Himno de mi corazón» (Voz líder: Abuelo)                            | (Cachorro López; Miguel Abuelo)                                      | 2.55     |  |
| 10.                                | «No te enamores nunca de aquel marinero bengalí» (Voz líder: Abuelo) | (Gustavo Bazterrica; Andrés Calamaro; Cachorro López; Miguel Abuelo) | 5:20     |  |
| 11.                                | «Chalamán» (Voz líder: Melingo y Lopez)                              | (Daniel Melingo)                                                     | 4:18     |  |
| 12.                                | «Lunes por la madrugada» (Voz líder: Abuelo)                         | (Cachorro López)                                                     | 4:28     |  |

- Nota: en el tema «Costumbres argentinas», Calamaro hace un breve relato de su presentación.

## Músicos
- Miguel Abuelo: voz principal y coros, percusiones y silbato.
- Andrés Calamaro: voz principal y coros, sintetizadores.
- Cachorro López: voz principal y coros, bajo
- Polo Corbella: batería híbrida, caja de ritmos y coros.

### Músicos invitados
- Daniel Melingo: voz principal y coros, guitarra rítmica y saxofón.
- Alfredo Desiata: saxofón
- Juan del Barrio: sintetizadores y secuenciador.
- Gringui Herrera: guitarra principal